# Bad Aibling
Bad Aibling è una città tedesca situata in Baviera sul fiume Mangfall, a 40 km a sud di Monaco
Nella città vivono approssimativamente 18 000 abitanti e copre un'area di 41,55 km². Si trova a 498 metri sul livello del mare.

## Storia
Bad Aibling fu menzionata per la prima volta nell'804. Nel 1845 il medico Desiderius Beck, iniziò a praticare trattamenti con fanghi nel paese che, nel 1895 assunse il nome di Bad Aibling (Bad significa terme). Nel 1933 Bad Aibling ricevette lo status di città.
Dopo la Seconda guerra mondiale si evolve in un centro per operazioni di servizi segreti.
Nel 2004 fu chiusa la stazione statunitense ECHELON di Bad Aibling dopo decenni di continua operatività.
Le Terme di Bad Aibling sono state aperte a settembre 2007. Al Therme Bad Aibling c'è un parcheggio per camper.
Il 9 febbraio 2016 un incidente ferroviario tra due treni, avvenuto nei pressi della città a causa di un'errata comunicazione, ha provocato la morte di 12 persone e il ferimento di altre 85.

## Amministrazione

### Gemellaggi
Bad Aibling è gemellata con:
- Cavaion Veronese, dal 2006.

## Galleria d'immagini

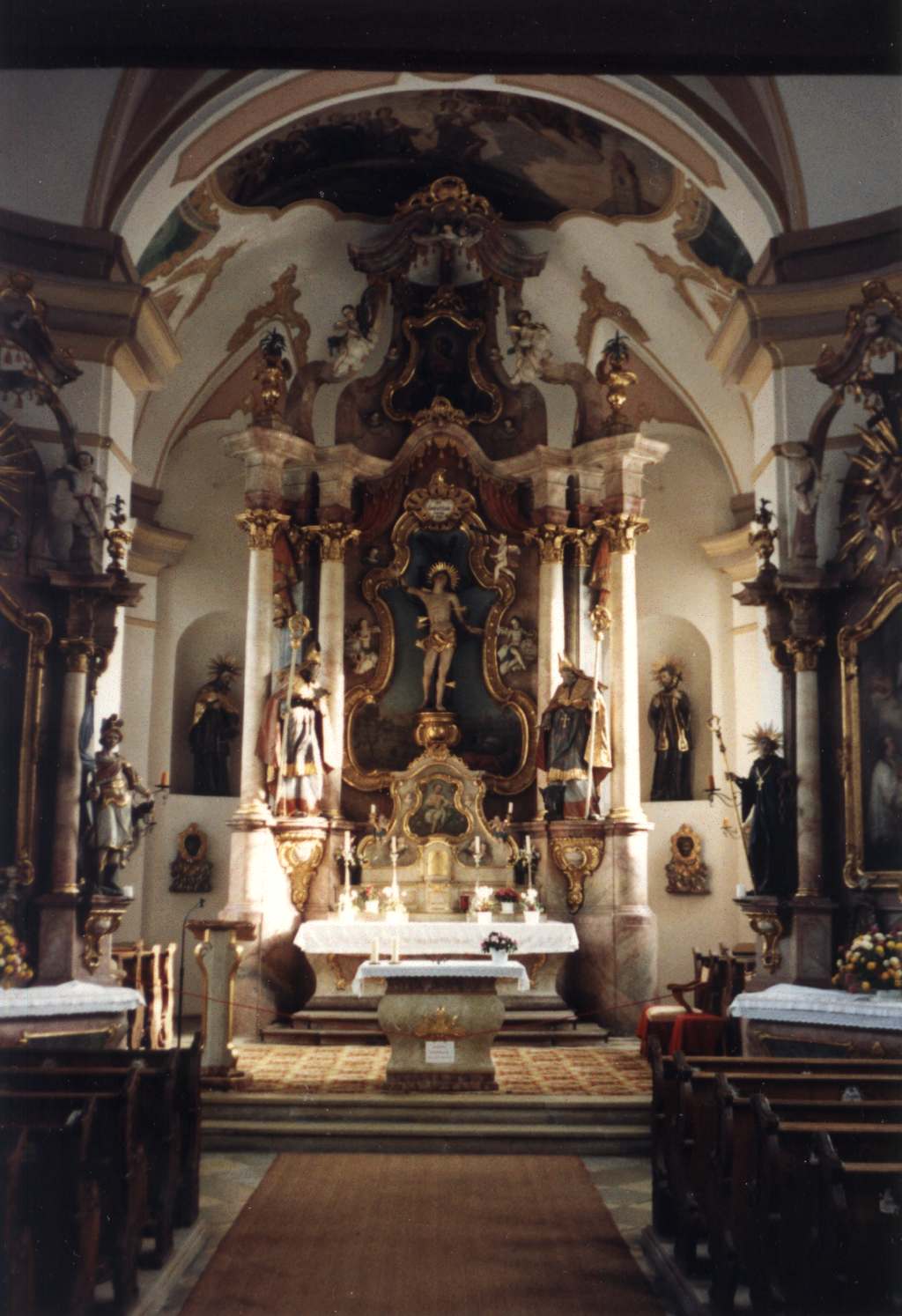
Chiesa di San Sebastiano
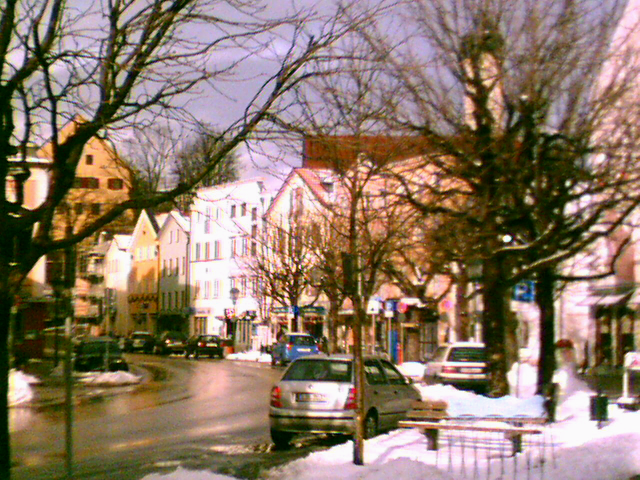
Kirchzeile con l'Hofberg
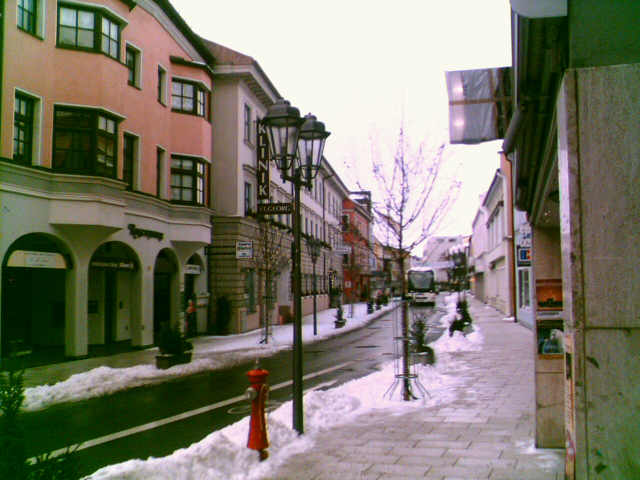
Inner Rosenheimer Straße
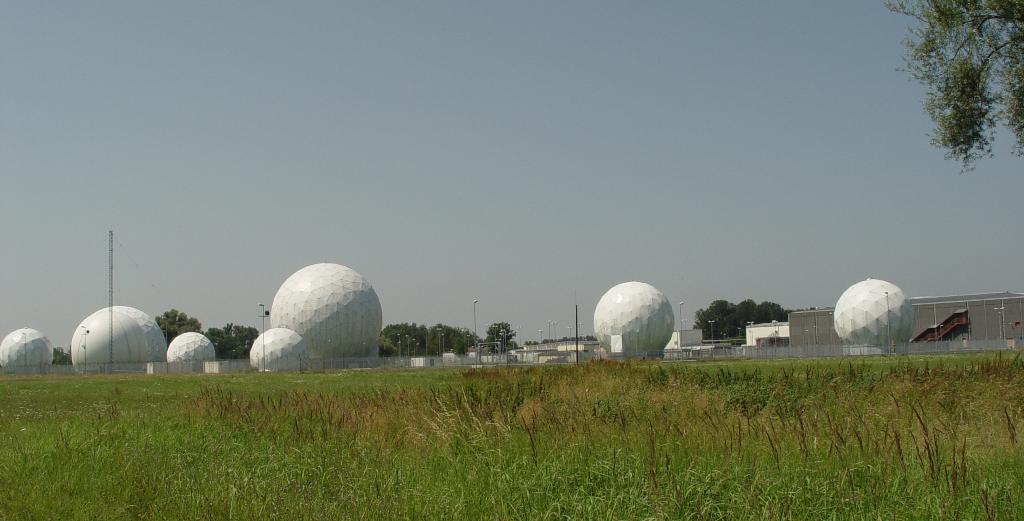
Base Echelon
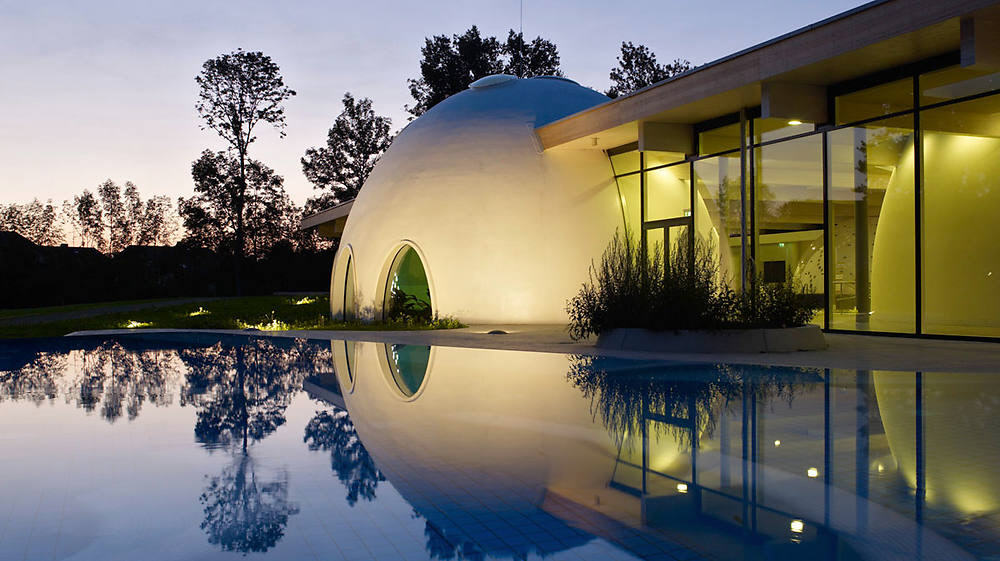
Terme di Bad Aibling
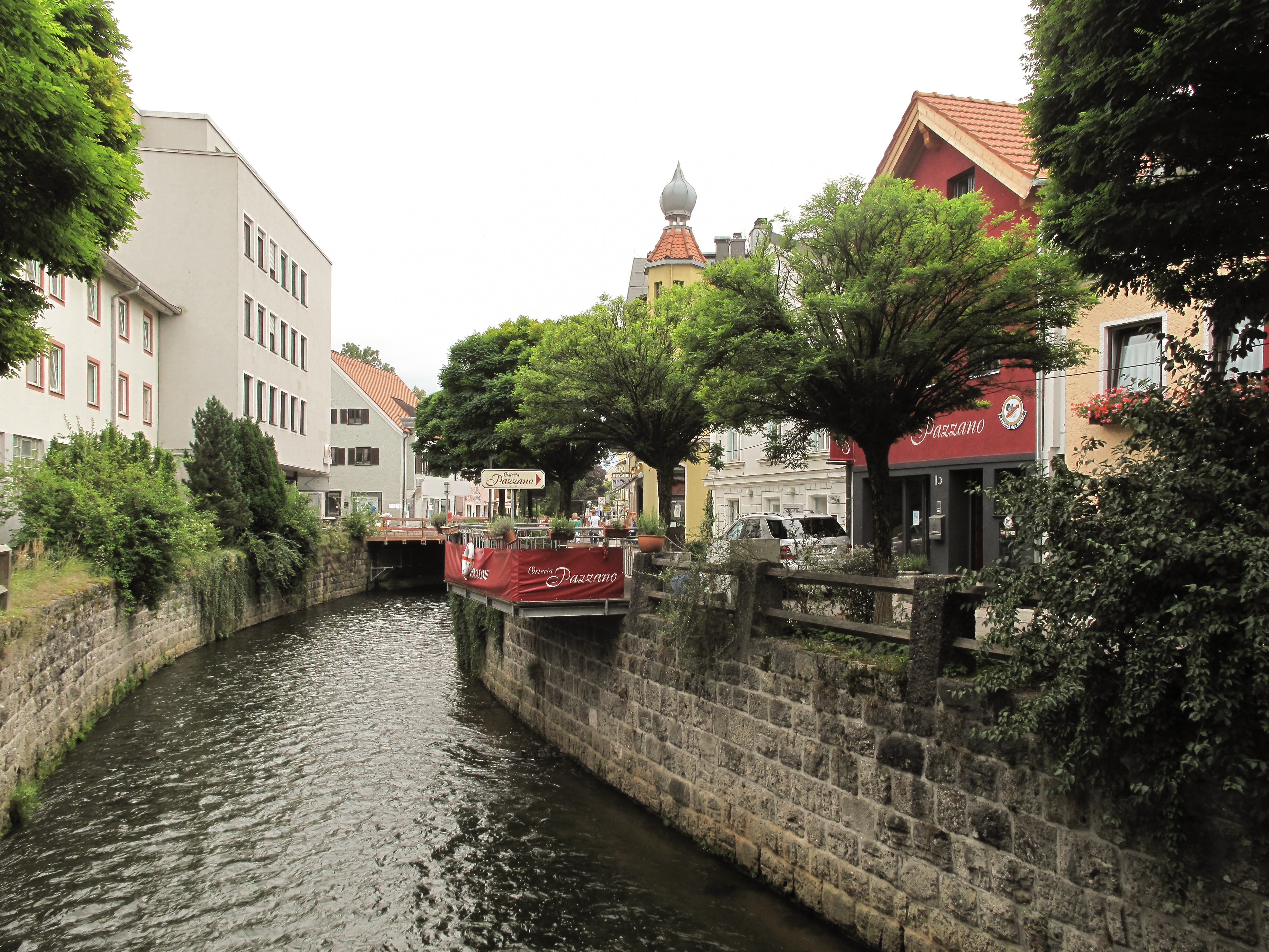
Fiume di Bad Aibling